# USA i olympiska sommarspelen 1956
USA deltog i olympiska sommarspelen 1956 i Melbourne/Stockholm med 297 deltagare i 18 sporter. Totalt vann de trettiotvå guldmedaljer, tjugofem silvermedaljer och sjutton bronsmedaljer.

## Medaljer

### Guld
- Carl Cain, Bill Hougland, K.C. Jones, Bill Russell, James Walsh, William Evans, Burdette Haldorsson, Ronald Tomsic, Richard Boushka, Gilbert Ford, Robert Jeangerard och Charles Darling - Basket
- James Boyd - Boxning, Lätt tungvikt
- Peter Rademacher - Boxning, Tungvikt
- Bobby Joe Morrow - Friidrott, 100 meter
- Bobby Joe Morrow - Friidrott, 200 meter
- Charlie Jenkins - Friidrott, 400 meter
- Tom Courtney - Friidrott, 800 meter
- Lee Calhoun - Friidrott, 110 meter häck
- Glenn Ashby Davis - Friidrott, 400 meter häck
- Thane Baker, Leamon King, Bobby Joe Morrow och Ira Murchison - Friidrott, 4 x 100 meter stafett
- Tom Courtney, Charlie Jenkins, Louis Jones och Jesse Mashburn - Friidrott, 4 x 400 meter stafett
- Greg Bell - Friidrott, längdhopp
- Charles Dumas - Friidrott, höjdhopp
- Bob Richards - Friidrott, stavhopp
- Parry O'Brien - Friidrott, kulstötning
- Al Oerter - Friidrott, diskuskastning
- Harold Connolly - Friidrott, släggkastning
- Milt Campbell - Friidrott, tiokamp
- Mildred McDaniel - Friidrott, höjdhopp
- James Fifer och Duvall Hecht - Rodd, tvåa utan styrman
- Arthur Ayrault, Conn Findlay och Kurt Seiffert - Rodd, Tvåa med styrman
- Thomas Charlton, David Wight, John Cooke, Donald Beer, Caldwell Esselstyn, Charles Grimes, Rusty Wailes, Robert Morey och William Becklean - Rodd, Åtta med styrman
- Herbert Williams och Lawrence Low - Segling, Starbåt
- Pat McCormick - Simhopp, damernas svikt
- Pat McCormick - Simhopp, damernas höga hopp
- Bob Clotworthy - Simhopp, herrarnas svikt
- Shelley Mann - Simning, 100 m fjäril
- William Yorzyk - Simning, 200 m fjäril
- Charles Vinci - Tyngdlyftning, 56 kg
- Isaac Berger - Tyngdlyftning, 60 kg
- Tommy Kono - Tyngdlyftning, 82,5 kg
- Paul Anderson - Tyngdlyftning, +90 kg

### Silver
- José Torres - Boxning, lätt mellanvikt
- Daniel Hodge - Brottning, fristil, mellanvikt
- Thane Baker - Friidrott, 100 meter
- Andy Stanfield - Friidrott, 200 meter
- Jack Davis - Friidrott, 110 meter häck
- Eddie Southern - Friidrott, 400 meter häck
- John Bennett - Friidrott, längdhopp
- Bob Gutowski - Friidrott, stavhopp
- Bill Nieder - Friidrott, kulstötning
- Fortune Gordien - Friidrott, diskuskastning
- Rafer Johnson - Friidrott, tiokamp
- Willye White - Friidrott, längdhopp
- George Lambert, William Andre och Jack Daniels - Modern femkamp, lag
- Pat Costello och James Gardiner - Rodd, Dubbelsculler
- John Welchli, John McKinlay, Art McKinlay och James McIntosh - Rodd, Fyra utan styrman
- Jeanne Stunyo - Simhopp, damernas svikt
- Juno Stover-Irwin - Simhopp, damernas höga hopp
- Don Harper - Simhopp, herrarnas svikt
- Gary Tobian - Simhopp, herrarnas höga hopp
- Carin Cone - Simning, 100 m ryggsim
- Nancy Ramey - Simning, 100 m fjäril
- Sylvia Ruuska, Shelley Mann, Nancy Simons och Joan Alderson-Rosazza - Simning, 4 x 100 m frisim
- Dick Hanley, George Breen, Bill Woolsey och Ford Konno - Simning, 4 x 200 m frisim
- Peter George - Tyngdlyftning, 75 kg
- Dave Sheppard - Tyngdlyftning, 90 kg

### Brons
- Peter Blair - Brottning, fristil, lätt tungvikt
- Thane Baker - Friidrott, 200 meter
- Joel Shankle - Friidrott, 110 meter häck
- Josh Culbreath - Friidrott, 400 meter häck
- Des Koch - Friidrott, diskuskastning
- Isabelle Daniels, Mae Faggs, Margaret Matthews och Wilma Rudolph - Friidrott, 4 x 100 meter stafett
- John B. Kelly, Jr. - Rodd, singelsculler
- John Marvin - Segling, Finnjolle
- Paula Jean Myers-Pope - Simhopp, damernas höga hopp
- Richard Connor - Simhopp, herrarnas höga hopp
- Sylvia Ruuska - Simning, 400 m frisim
- Mary Sears - Simning, 100 m fjäril
- George Breen - Simning, 400 m frisim
- George Breen - Simning, 1500 m frisim
- Frank McKinney - Simning, 100 m ryggsim
- Offutt Pinion - Skytte, fripistol
- James George - Tyngdlyftning, 82,5 kg